# 오! 수정
《오! 수정》(Virgin Stripped Bare by Her Bachelors)은 2000년에 제작된 대한민국의 영화로, 홍상수의 세 번째 작품이다. 나이 차이가 많이 나는 남자와 여자가 만나 사랑하게 되는 과정을 총 5부로 나누어 그렸다.
1부와 3부에는 남자의 기억, 2부와 4부에는 여자의 기억이 담겨 있다. 두 기억은 같은 경험에 대한 것임에도 서로 어긋난다. 5부에 와서 이야기가 만나는 독특한 구조이다.
이후 이 영화를 바탕으로 한 드라마인 칼잡이 오수정이 2007년에 방송되었다.

## 줄거리
여주인공 수정은 작은 케이블 텔레비전 회사에서 구성작가로 일하고 있다. 수정의 프로그램 PD를 맡고 있는 독립영화 제작자 영수와는 가까운 사이이다. 영수는 부유한 후배이며 화랑을 경영하는 재훈의 미술전에 수정과 함께 참석한다. 술자리에서 재훈은 수정에게 관심을 보이고, 결국 두 사람은 밤을 함께 보내게 되는데... 수정은 처녀였고, 이 사실을 알게 된 재훈은 감격한다.

## 출연진
- 이은주 - 수정 역
- 정보석 - 재훈 역
- 문성근 - 영수 역
- 이황의 - 수정오빠 역

## 기타
- 2000년 제1회 전주 국제 영화제 개막작으로 선정되었다.
- 2000년 칸 영화제 "주목할 만한 시선" 부문에 초청 받아 호평받았다.
- 영화 배우 이은주가 처음 주연을 맡은 작품이다. 이은주는 이 영화로 대종상 신인 여우상을 받았다.

## 수상

### 국내
- 2000년 제1회 부산영화평론가협회상 최우수작품상
- 2000년 제1회 부산영화평론가협회상 각본상 - 홍상수
- 2001년 제38회 대종상 영화제 신인여자배우상 - 이은주

### 해외
- 2000년 제13회 도쿄국제영화제 특별언급
- 2000년 제13회 도쿄국제영화제 심사위원 특별상
- 2000년 제45회 아시아 태평양 영화제 각본상 - 홍상수

## 참고 문헌
- 남동철 (2001년 1월 3일). “2000년 한국 영화 결산 [3] - 올해의 한국 영화 베스트 5”. 씨네21. 2016년 4월 10일에 원본 문서에서 보존된 문서. 2008년 2월 11일에 확인함. |제목=에 지움 문자가 있음(위치 1) (도움말)
- 박혜명 (2005년 3월 8일). “이은주 추모 [1] - 스물다섯 생을 마감한 영화 배우 이은주를 추모하며”. 씨네21. 2016년 3월 4일에 원본 문서에서 보존된 문서. 2008년 2월 11일에 확인함. |제목=에 지움 문자가 있음(위치 1) (도움말)
- 김영찬. “수정의 이름 -'오! 수정' (2001년 동아 신춘 문예 - 영화 평론 부문 가작)”. 동아일보. 2008년 2월 11일에 확인함.